# Olga Lioubatovitch
 (juin 2023).
Si vous disposez d'ouvrages ou d'articles de référence ou si vous connaissez des sites web de qualité traitant du thème abordé ici, merci de compléter l'article en donnant les références utiles à sa vérifiabilité et en les liant à la section « Notes et références ».
Olga Spiridonovna Lioubatovitch (en russe : Ольга Спиридоновна Любатович), née en 1853 et morte en 1917, est une révolutionnaire russe du mouvement des narodniki, membre des organisations Zemlia i Volia et Narodnaïa Volia.

## Biographie
Olga Lioubatovitch était la fille d'un réfugié politique du Monténégro. Elle voulait étudier la médecine afin de devenir médecin, ce qui était impossible pour une femme en Russie. C'est pour cette raison, qu'elle alla étudier à Zurich en Suisse.
À Zurich, Olga rencontra la militante révolutionnaire Vera Figner qui l'influença dans ses idées politiques. Elle milita avec les membres de groupes révolutionnaires pan-russes.
En 1875, Olga rentra en Russie et participa à des activités de propagande socialistes auprès des ouvriers d'industrie. Elle fut arrêtée à Toula. Après deux années d'emprisonnement, elle fut jugée coupable et condamnée à neuf ans de travaux forcés. Cette condamnation fut transformée en exil en Sibérie. Envoyée à Tobolsk, elle soigna les malades et apporta assistance à la population.
En 1876, Olga Lioubatovitch s'échappa de la Sibérie et partit se cacher à Saint-Pétersbourg. Elle y rejoignit une section locale du mouvement Zemlia i Volia, groupe dirigé par Sergueï Stepniak-Kravtchinski et Nikolaï Morozov.
Elle partit ensuite se réfugier à Genève où elle rencontra la révolutionnaire Vera Zassoulitch. En 1879, lors de la scission du mouvement, elle rejoignit Sofia Perovskaïa et ceux qui étaient dans le mouvement Narodnaïa Volia.
Olga Lioubatovitch et Nikolaï Morozov partirent s'installer à Genève en 1880, car ils étaient en désaccord avec l'orientation politique de Narodnaïa Volia. Morozov écrivit un livre intitulé " La Lutte terroriste". Il retourna bientôt en Russie pour vendre son ouvrage, mais il fut rapidement arrêté. Olga, enceinte, attendit d'avoir son enfant pour partir en Russie tenter de libérer son compagnon. Arrivée sur place, en 1882, elle fut arrêtée à son tour et déportée en Sibérie.
Avec la Révolution russe de 1905, elle fut libérée comme de très nombreux prisonniers politiques. Elle retourna à Saint-Pétersbourg et écrivit ses Mémoires. Elle se suicida le 26 juillet 1917 (8 août dans le calendrier grégorien) à Tiflis, ville dans laquelle vivait son second compagnon, Ivan Spiridonovitch Djabadari, qu'elle avait connu en exil en Sibérie.